# Křoví
Křoví település Csehországban, a Žďár nad Sázavou-i járásban. Křoví Katov, Velká Bíteš, Křižínkov, Březské és Přibyslavice településekkel határos. Lakosainak száma 654 fő (2024. január 1.).

## Népesség
A település lakosságának változását az alábbi diagram mutatja:
| Lakosok száma | 500  | 543  | 516  | 500  | 549  | 523  | 587  | 603  | 611  | 654  |
|               | 1869 | 1890 | 1921 | 1950 | 1980 | 2001 | 2017 | 2019 | 2022 | 2024 |